# カプリコーン海峡
カプリコーン海峡（Capricorn Channel）は、オーストラリア東部のクイーンズランド州沖に点在するカプリコーン諸島との間の海峡である。グレート・バリア・リーフ（大堡礁）の南にあたる。